# Кайгэцудо Андо

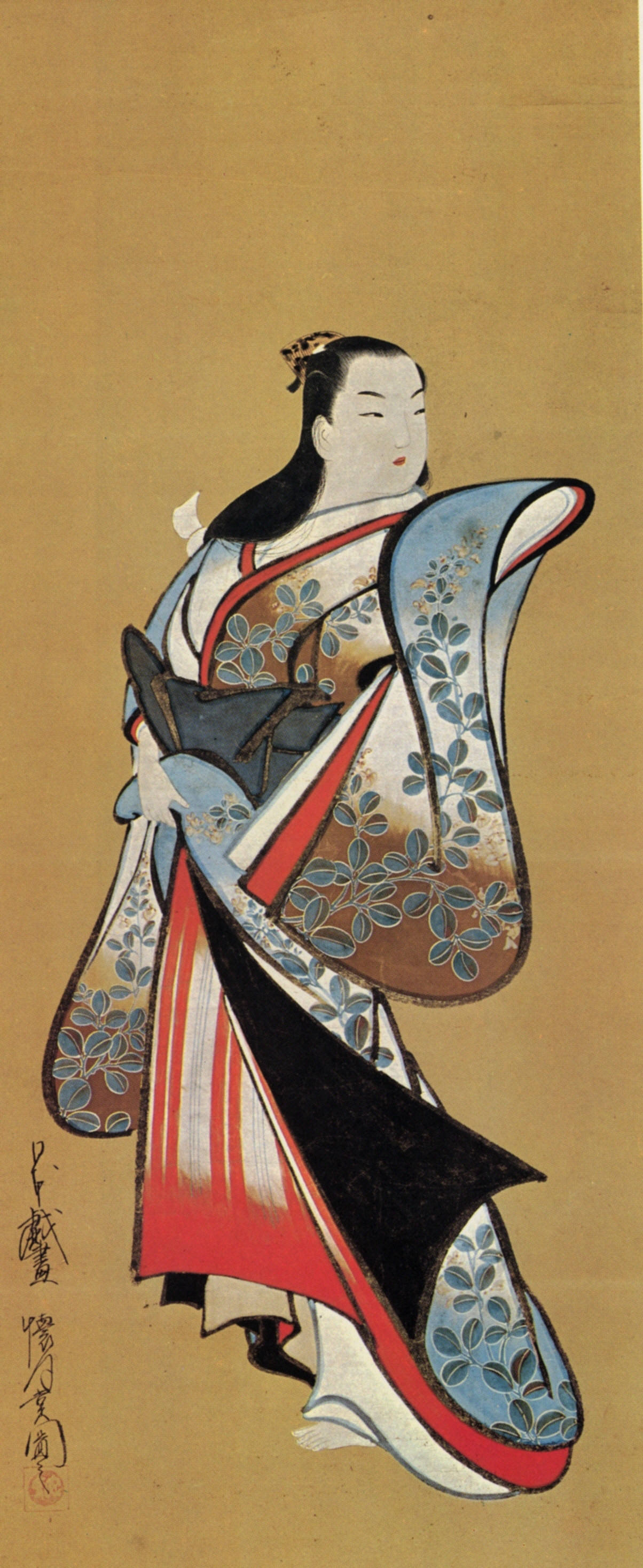
Кайгэцудо Андо. Куртизанка, стоящая с поднятой левой рукой. 1715.

Кайгэцудо Андо (яп. 壊月堂 安度 Кайгэцудо: Андо, 1671—1743) — японский художник, один из ведущих мастеров укиё-э первой трети XVIII века. Не будучи прямым учеником Хисикавы Моронобу, Кайгэцудо Андо, тем не менее, продолжил его традиции и стал основателем самобытной школы Кайгэцудо.

## Биография
Считается, что Андо жил в квартале Сува-тё в Асакусе в Эдо (современный Токио) возле храма Сэнсо-дзи, у дороги, ведущей на север в квартал красных фонарей Ёсивара.
Активно работал в 1700—1714 годы. Некоторые учёные предполагают, что его первыми работами были эма, продающиеся в синтоистских храмах деревянные таблички, на которых прихожане записывают свои желания. Значимым элементом стиля Кайгэцудо является наличие пустого пространства вокруг фигур, что характерно для рисунков на эма; также в пользу этой теории говорит его проживание у крупной дороги близ храма, по которой ежедневно проходило большое количество паломников и путешественников.
На стиль Кайгэцудо повлияли работы раннего художника укиё-э Хисикавы Моронобу и его учеников, а также книжных иллюстраторов, таких как Ёсида Хамбэй.
Кайгэцудо специализировался на бидзинга, изображениях прекрасных женщин, и на время вместе со своей мастерской был едва ли не монополистом в производстве портретов куртизанок Ёсивары. Характерным признаком художественного стиля Кайгэцудо были детализированные и часто ярко окрашенные орнаменты на кимоно стоящих в полный рост куртизанок. Они отражали новейшие поветрия моды настолько же, насколько были и портретами конкретных женщин, хотя в противоположность ярким и выразительным нарядам образы самих куртизанок однотипны и даже безлики. Также считается, что красавицы Кайгэцудо своей отчуждённостью и аскетизмом возвышались над сексуализирующими изображениями.
Стиль Кайгэцудо был свеж и необычен, позже его подхватили ученики (некоторые из них были ему близкими или дальними родственниками), и зачастую их произведения были столь похожи, что точно установить авторство произведений его школы бывает затруднительно.
Карьера Кайгэцудо завершилась в 1714 году во время так называемого инцидента Эдзима-Икусима, хотя неизвестно, как именно он был в него вовлечён. Все участники скандала были изгнаны из Эдо, Кайгэцудо был сослан на остров Идзуосима.
Предполагается, что в 1733 году художник возвратился в Эдо и продолжил работу.

## Творчество
Первые станковые гравюры были чёрно-белыми, позднее их стали подкрашивать вручную. Яркая цветовая гамма работ Андо объясняется тем, что он работал не в технике ксилографии, а никухицу-га, живописью кистью по бумаге или шёлку. Одним из учеников Андо был Кайгэцудо Анти. Анти — единственный ученик, пользовавшийся псевдонимом, начинающимся с первого иероглифа имени учителя — Ан (安).